# Andrij Hlywka
Andrij Hlywka (* 1973) ist ein ehemaliger ukrainischer Skispringer.

## Sportkarriere
Andrij Hlywka startete bei den nordischen Skiweltmeisterschaften 1993 in Falun für die Ukraine. Von der Normalschanze wurde er weit abgeschlagen letzter, von der Großschanze wurde er 52. - vor dem Deutschen Dieter Thoma.